# Imputato, alzatevi!
Imputato, alzatevi! è un film del 1939 diretto da Mario Mattoli.  
La pellicola, con protagonista Erminio Macario, è considerata dai critici come il primo vero film comico italiano ed è stata prodotta da Eugenio Fontana per la Alfa Film.

## Trama
(Macario contro chi lo accusa di innocenza)
Cipriano Duval è un italiano emigrato a Parigi, dove lavora in una clinica pediatrica come infermiere. Si fa notare non tanto per l'impegno che profonde sul lavoro, ma perché fa il cascamorto con le colleghe: il primario della clinica infatti l'ha preso in antipatia. Cipriano vive da solo; il suo sogno è quello di fare il musicista o il cantante, ma l'unico pubblico che ascolta le sue esibizioni sono i gatti che vivono nel suo appartamento.
Finalmente l'occasione tanto attesa arriva: un giorno esce dalla clinica per recarsi ad un appuntamento presso una casa editrice musicale: purtroppo però non viene ricevuto.
Il giorno dopo, tornato al lavoro, riceve una brutta notizia: il direttore ha deciso di licenziarlo.
Cipriano si oppone: non vuole essere lasciato sul lastrico. Il direttore gli dà allora l'ultima opportunità prima di cacciarlo: fare da cavia per l'iniezione di un siero potentissimo, finora sperimentato solo sui cavalli. Cipriano sopravvive e si guadagna mille franchi. Incontra per caso un italiano, senza più arte né parte come lui; insieme decidono di passare la serata in un locale notturno, dove si divertono moltissimo. All'uscita rubano ciascuno dei cappotti dal guardaroba e poi ognuno va per la propria strada. 
Ma in uno dei cappotti di Cipriano c'è una pistola. Il nostro ritorna al condominio quando è stato appena commesso l'omicidio di una donna; viene incolpato e condotto in prigione. Solo una persona viene a trovarlo: Giorgetta, una delle infermiere.
Cipriano viene miracolosamente assolto grazie all'aiuto dell'avvocato Gaveneau. Anzi, il suo caso lo rende popolarissimo facendolo diventare quello che ha sempre sognato: una star del palcoscenico.
Ma un giorno il vero autore del delitto si fa vivo in teatro durante lo spettacolo e gli chiede dei soldi. Cipriano pensa di tacitarlo con 50 000 franchi, ma l'uomo il giorno dopo ritorna e, deciso a rovinarlo, sale sul palco e dichiara a tutti che lui è il vero assassino, mentre Cipriano è innocente.
Cipriano viene quasi linciato dalla folla. Quando il teatro si svuota esce con dei grossi lividi; al suo fianco ci sono i pochi amici che gli sono rimasti vicini.
Ma poco più in là vede il direttore della clinica, che lo aveva licenziato, mentre sta pagando profumatamente l'uomo che lo ha accusato. Tutti si scagliano contro di loro e li riempiono di botte.
Cipriano sposa quindi Giorgetta, l'infermiera che si è innamorata di lui e i due vivono felici e contenti.

## Produzione

### Regia
Il regista Mario Mattoli convinto che con Macario si potesse realizzare una pellicola comica italiana (che andasse oltre la classica corsetta alla Ridolini), si avvalse di un folto gruppo di umoristi invitandoli a collaborare alla realizzazione della stesura del film. Tutti quanti diedero il loro contributo alla pellicola. Prima di allora non era mai stata fatta una cosa simile in Italia anche perché si trattava di un genere che ancora non esisteva.

### Sceneggiatura
Oltre agli accreditati ufficiali ovvero Anacleto Francini (uno degli autori fidati di Macario meglio conosciuto col nome d'arte Bel Ami) al soggetto e Mario Mattoli con Vittorio Metz alla sceneggiatura, vi sarebbe anche una lunga lista di nomi non accreditati. Tra questi ultimi compaiono anche autori che in futuro sarebbero diventati dei mostri sacri per il cinema italiano come Federico Fellini, Steno, Giovanni Guareschi e Marcello Marchesi. Molti di loro saranno presenti (ufficialmente accreditati) in alcuni successivi lavori cinematografici della coppia Mattoli-Macario.

### Interpreti
- Erminio Macario è il protagonista della pellicola vestendo i panni dello sventurato Cipriano Duval. L'attore torinese aveva già recitato come personaggio principale nel film comico del 1933 Aria di paese.
- Leila Guarni: Interpreta l'infermiera Giorgetta doppiata da Rosetta Calavetta.[8]
- Greta Gonda già soubrette accanto a Macario fu scelta dal regista per un ruolo costruito su misura per lei. Nei panni della bella cantante di night club con problemi di raucedine con questa pellicola fa il suo esordio nel mondo del cinema.[9]
- Ernesto Almirante interpreta Andrè Copersche il personaggio che veste i panni del presidente del tribunale.
- Enzo Biliotti è l'avvocato Gaveneau grazie al quale Cipriano viene assolto.
- Carlo Rizzo è il primario della clinica che nutre un profondo odio per Cipriano. Dopo questa pellicola l'attore triestino prenderà parte a molti altri film insieme a Macario.

### Riprese
Tutto il film fu girato negli stabilimenti di Cinecittà. Benché l'ambientazione fosse parigina, i pochi esterni furono ripresi a Roma.

## Colonna sonora
Il motivo fox-trot cantato da Macario al pianoforte e intitolato "Dove sei Lulù" (Testo di Marf e musica di Vittorio Mascheroni) è stato inciso su un disco 78 giri interpretato da Gilberto Mazzi e pubblicato su etichetta Parlophon GP-92968 nel 1939. Sullo stesso disco è incisa anche l'altra canzone presente nel film intitolata "Amami di più", composta dagli stessi autori e con il ritornello cantato da Nini Serena.

## Promozione
- "MACARIO = A RIO MAC e non guardate se la grafia non è perfetta quando la pronuncia l'assiste. « A riu mac », per chi non mastica il piemontese, significa: ridono soltanto, non fanno altro che ridere. E riderete pure voi al, nuovo film con Macario: Imputato, alzatevi!" con questo slogan il quotidiano torinese La Stampa in un articolo del 1939 pubblicizza la prima proiezione del film in città.[14]
- "Ab heute: Macario, der größte Exzentrik-Komiker Italiens, der unwiderstehliche König des Humors, mit einer Schar weiterer Darsteller und seiner berühmten Revue mit IYV Girls, in einem Bombenerfolgsfilm, der niemand enttäuscht: „Angeklagter, erheben Sie sich!' (Imputato alzatevi!). Ein außerordentlich origineller, witziger Lustspielfilm, in dem sich die Überraschungen und humoristischen Situationen nacheinander ablösen und eine bunte Reihe von tollen Szenen, witzigen Dialogen, Chansonetten und Sketch' bilden, die jedermann köstlich amüsieren. Dalla presentazione del quotidiano fascista Alpenzeitung del 8 aprile 1941.[15]

## Distribuzione
Il film è stato distribuito nelle sale cinematografiche italiane nel mese di ottobre del 1939.

### Data di uscita
Le date di uscita internazionali nel corso degli anni sono state:
- 18 ottobre 1939 in Italia[18]
- 26 agosto 1949 in Francia (La folle aventure de Macario)

## Accoglienza

### Incassi
Il film fu un successo al botteghino incassando 4.871.002,62 lire e stabilendo un vero e proprio record, in quegli anni, per un film comico.

### Critica
A differenza del precedente film di Macario (Aria di paese del 1933) la critica ha accolto con entusiasmo la pellicola:
- "Nella fantasiosa clinica pediatrica di «Imputato, alzatevi!», dove Macario fa l'infermiere, nasce una comicità nuova, stravagante, che porta la poetica dell'assurdo nelle platee popolari. Il ritmo della vicenda è scatenato, improbabile, furioso, libertario".[21]
- Il film, cui collaborano una decina dei nostri più noti scrittori umoristi, non fa, nel suo ambito, una grinza. Con questo film Macario entra trionfalmente nel regno di Cinelandia. Di conquista in conquista eccolo ora giunto al cinematografo col suo passetto rapido e la sua maschera impassibile.[8]
- Prima della guerra «Imputato, alzatevi!» fu un grandissimo incasso, allora c'erano i film della Garbo e di Clark Gable, i film italiani non piacevano al pubblico, che non li andava a vedere. «Imputato» fu un boom di incassi ed era un prodotto, oltre che di Mattoli, del «Marc'Aurelio» e del «Bertoldo»[22]. Possiamo dire che il cinema in Italia è un po' rinato col film comico.[23]

## Riconoscimenti
Il film è stato inserito nella retrospettiva "La situazione comica (1937-1988)" della 67ª Mostra Internazionale d'Arte Cinematografica del 2010 a Venezia.

## Curiosità
- Nell'ultimo giorno di riprese a Cinecittà il regista venne a sapere che avrebbe dovuto girare di fronte a una comitiva di 200 turisti giapponesi. Sapendo di non poter controllare tutte quelle persone, incapaci di capire la sua lingua, decise di riscrivere il finale del film inventando una scena conclusiva che coinvolgesse un numeroso gruppo di turisti giapponesi. L'idea si rivelò vincente permettendo al regista di ottenere uno straordinario impatto comico senza costi aggiuntivi.[25]
- Per non avere problemi con la censura (il film è stato prodotto ai tempi dell'Italia fascista) gli sceneggiatori decisero di spostare l'ambientazione in Francia.[26]